# Dones Visuals
Dones Visuals és una associació fundada l'any 2017 sota el nom d'Associació Promotora de Dones Cineastes i de Mitjans Audiovisuals de Catalunya, per defensar, promoure i fer efectiva la presència de les dones al sector audiovisual. Actualment compta amb més de 750 sòcies del sector audiovisual català; entre les seves associades hi ha directores, productores, tècniques i guionistes. Per visibilitzar el perfils de les dones que treballen en el sector audiovisual, el 2019 van publicar el primer directori digital de dones professionals del sector.
Dones Visuals té la seu en el Centre de Cultura de Dones Francesca Bonnemaison, La Bonne. L'entitat s'inspira en la metodologia d'Anna Serner, directora de l'Institut de Cinema de Suècia, que entre altres accions també va impulsar el directori Nordic Women in Film. Els objectius de Dones Visuals coincideixen amb els que, en l'àmbit estatal, té l'Associació de Dones Cineastes i de Mitjans Audiovisuals (CIMA).
El maig de 2020, en plena pandèmia de covid-19, Dones Visuals va difondre una carta oberta en què reclamaven que, a l'hora de debatre i prendre decisions sobre l'estat actual i futur del sector audiovisual, el feminisme fos un dels valors a considerar per decidir les polítiques a dur a terme.
El desembre de 2020 Dones Visuals va emetre un comunicat sobre les candidatures als premis Gaudí, que consideraven "desiguals quant a gènere i diversitat".

## Premis
L'any 2019 l'entitat va obtenir el Premi Ciutat de Barcelona d'Audiovisuals "per les seves iniciatives en el suport i la visualització del treball de les cineastes, expressat especialment a través de l’impuls dels programes "Acció curts”, “Acció viver” i “Directori”, i pel seu compromís en la transformació dels imaginaris androcèntrics."
L'any 2020 va rebre una Menció Especial al Premi Pepón Coromina de l'Acadèmia del Cinema Català. L'any 2023, finalment va rebre el Premi Pepón Coromina.